# آبگوشت
آبگوشت که به آن دیزی هم می‌گویند، یکی از خوراکی‌های سنتی ایرانی شامل گوشت، دنبه گوسفند، پیاز، سیب‌زمینی، گوجه‌فرنگی (یا رب گوجه‌فرنگی)، نخود و لوبیا است که در دو مرحله میل می‌شود؛ اول آب آن را با تکه‌های نان یا ترید میل می‌کنند (جهت مصرف مفید نان خشک) و بقیه مواد را نیز با گوشت‌کوب کاملاً کوبیده یا نکوبیده با نان، پیاز و چاشنی مانند ترشی و سبزی‌خوردن می‌خورند که به گوشت‌کوبیده مشهور است. در صورت پخته‌شدن آبگوشت در ظروف سنگی، آن را دیزی سنگی می‌نامند.

## تاریخچه

آبگوشت با نان سنگک، عکاس ندا افشاری پور

آبگوشت یکی از خوراکی‌های خیلی قدیمی ایرانیان است، که محصول زندگی یکجانشینی است و کباب، خوراک زندگی عشایر و تنها هنگامی که به مقصد نهایی می‌رسیدند، فرصت و شرایط بارگذاشتن آبگوشت را می‌یافتند.
در کتاب خوراک‌های ایرانی اثر نادر میرزا قاجار فهرست مفصلی از آبگوشت‌ها جمع‌آوری شده است. که با این مطلب آغاز می‌شود: «اکنون سخن از آبگوشت بیاید که نان‌خورش بزرگ ایرانیان است». این بخش به آبگوشت ساده، آبگوشت بهی، آبگوشت سیب، آبگوشت آلوچه و زردآلو، آبگوشت بره، آبگوشت بادنگان، آبگوشت کشک، آبگوشت مرغ خانگی و دیگر پرندگان، گوشتابه، غورابه و تنکآب پرداخته است.

## انواع
آبگوشت دارای انواعی مانند آبگوشت بزباش، آبگوشت کشک، آبگوشت قنبید، آبگوشت یخنی، آبگوشت دوغ‌دار، آبگوشت بلغور و گندم است که در شهرها و مناطق مختلف با محتویات و ادویه‌های متفاوت پخته می‌شوند.

## طرز تهیه
حبوباتِ از شب قبل خیس شده و در قابلمه مناسبی با گوشت، دنبه و پیاز روی حرارت ملایم پخته می‌شود؛ زمانی که گوشت نیم‌پز شد سیب زمینی، گوجه و رب گوجه به همراه فلفل و زردچوبه به آن اضافه می‌شود. پس از جا افتادن آبگوشت در نهایت مقداری نمک و آبلیمو به آن اضافه می‌کنند. برای سرو کمی از دنبه را کوبیده و مقداری از آن را داخل ظرف هر نفر می‌ریزند و سپس آب آبگوشت را هم با مقداری گوشت داخل ظرف هر نفر اضافه می‌کنند. استخوان‌های بقیه گوشت را جدا کرده و با حبوبات و سیب زمینی بدون آب به شیوه گوشت‌کوبیده سرو می‌کنند.

## نگارخانه

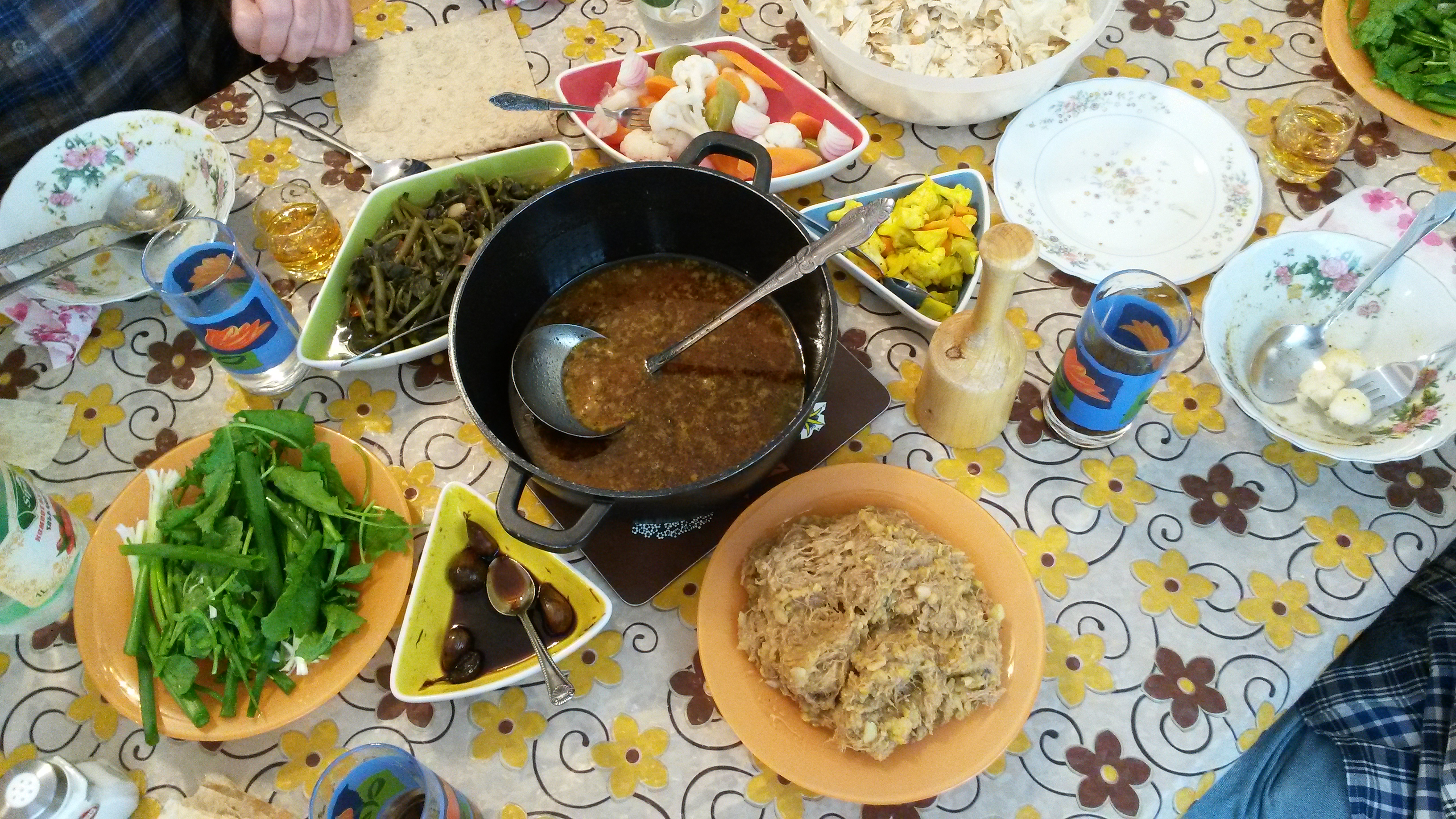
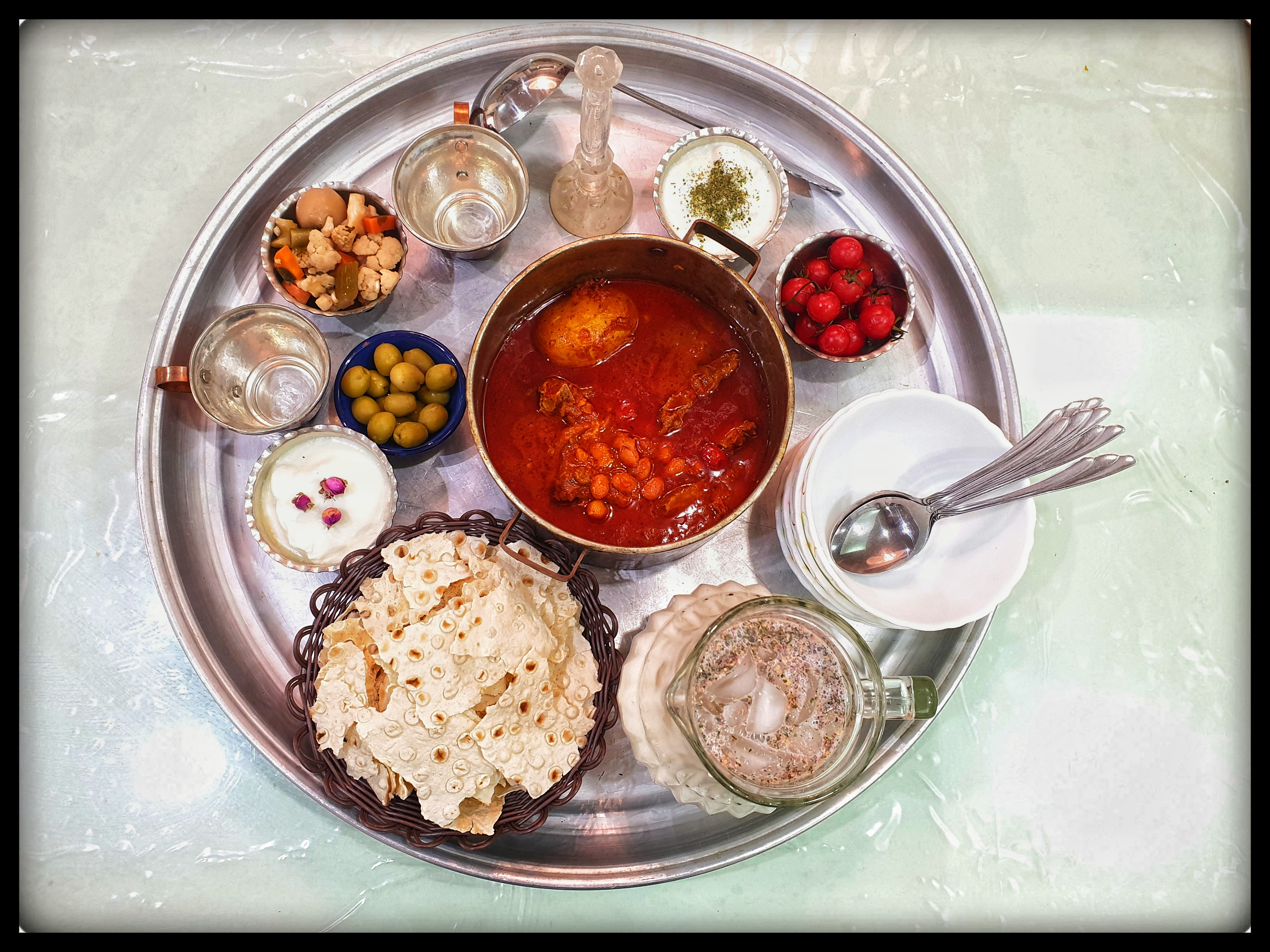
یک سینی کامل غذای آبگوشت. به ترتیب ساعت گرد: شیشه آبغوره، ماست و نعنا، کاسه بشقاب، دوغ، نان لواش، ماست، زیتون، ترشی، لیوان مسی
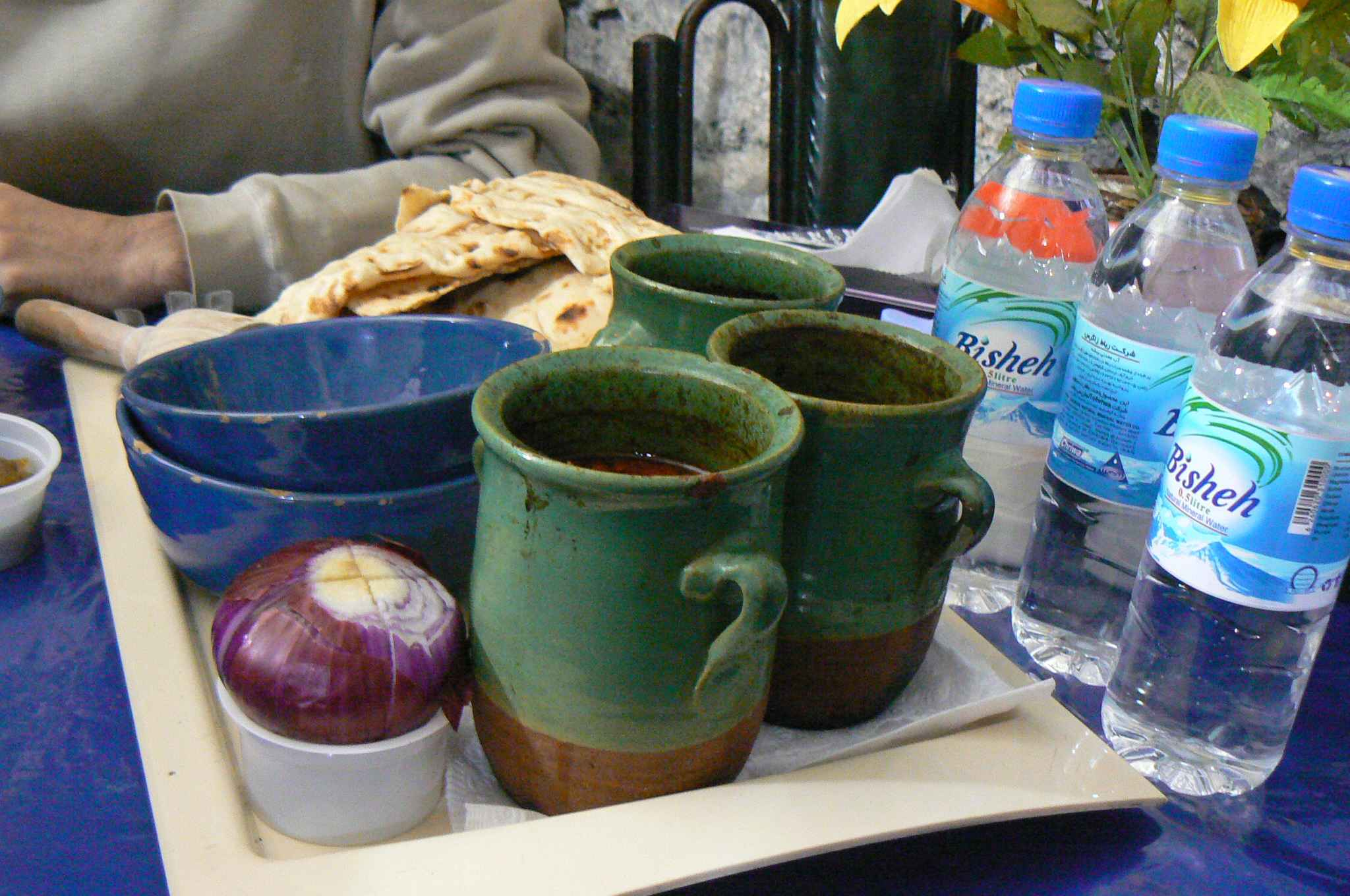
کاسه ظروف سفالی مخصوص که آبگوشت در آن پخته می‌شود.
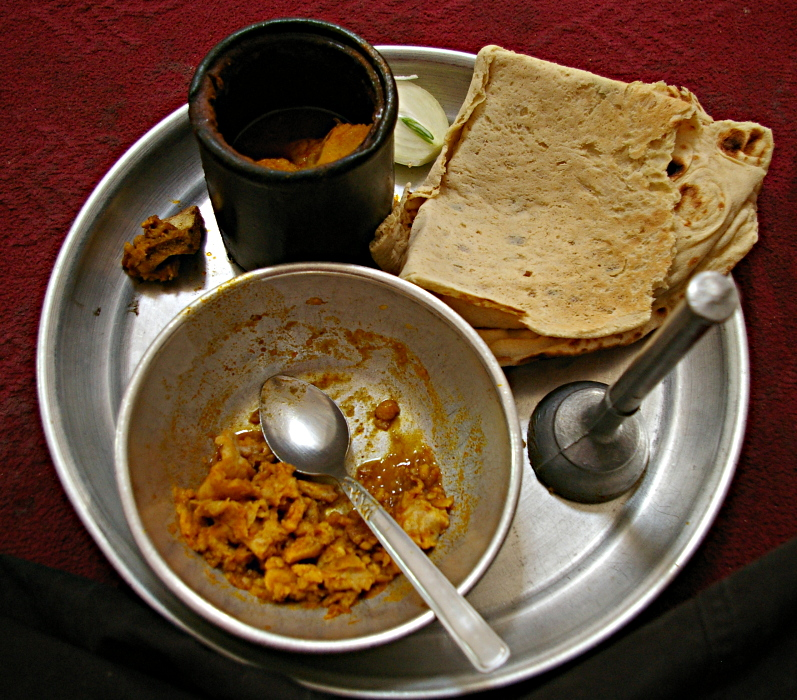
به صورت دلخواه آبگوشت با گوشت‌کوب که در سمت راست سینی قرار دارد کوبیده و له می‌شود بعد داخل کاسه بشقاب ریخته و خورده می‌شود.
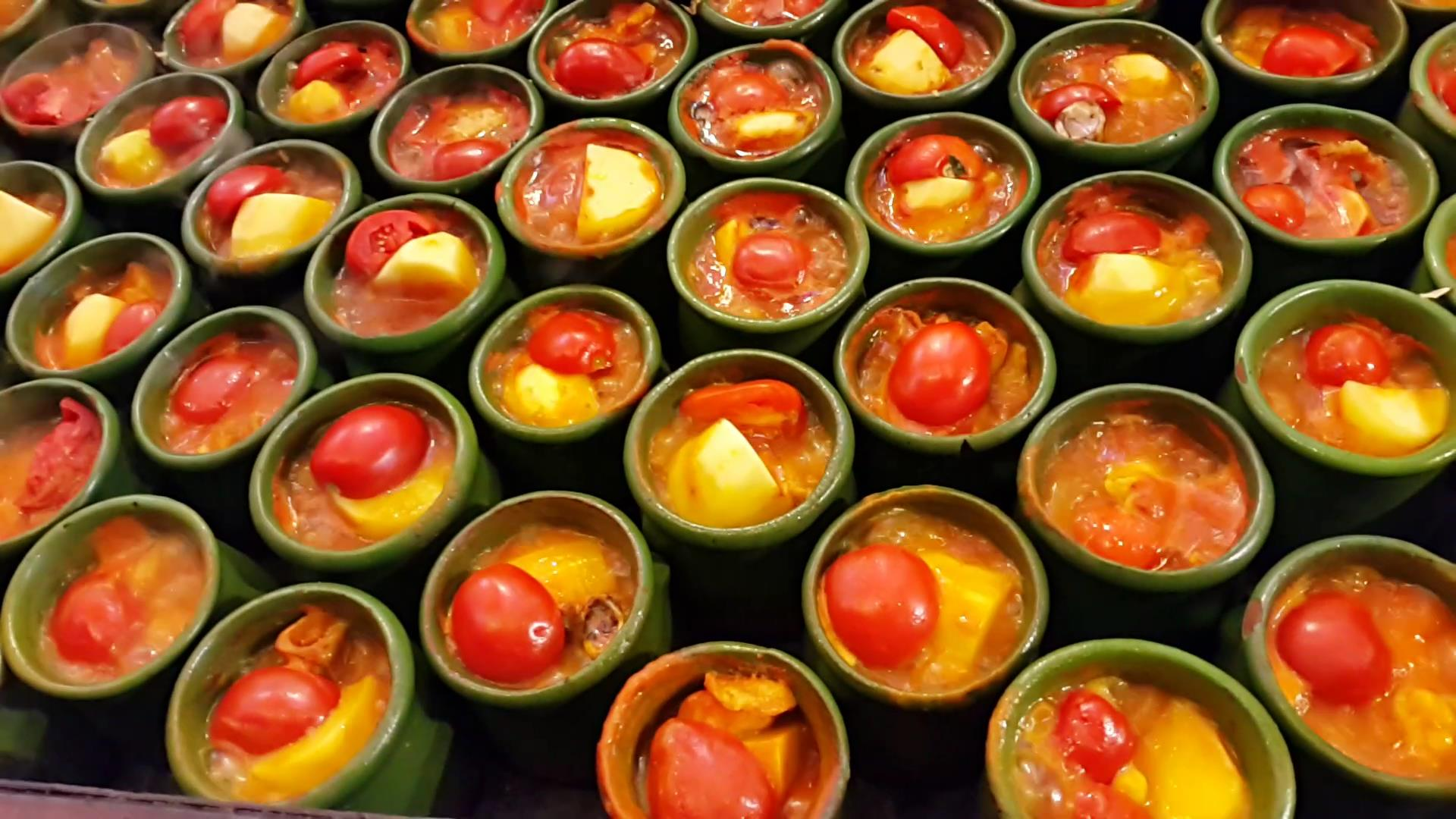
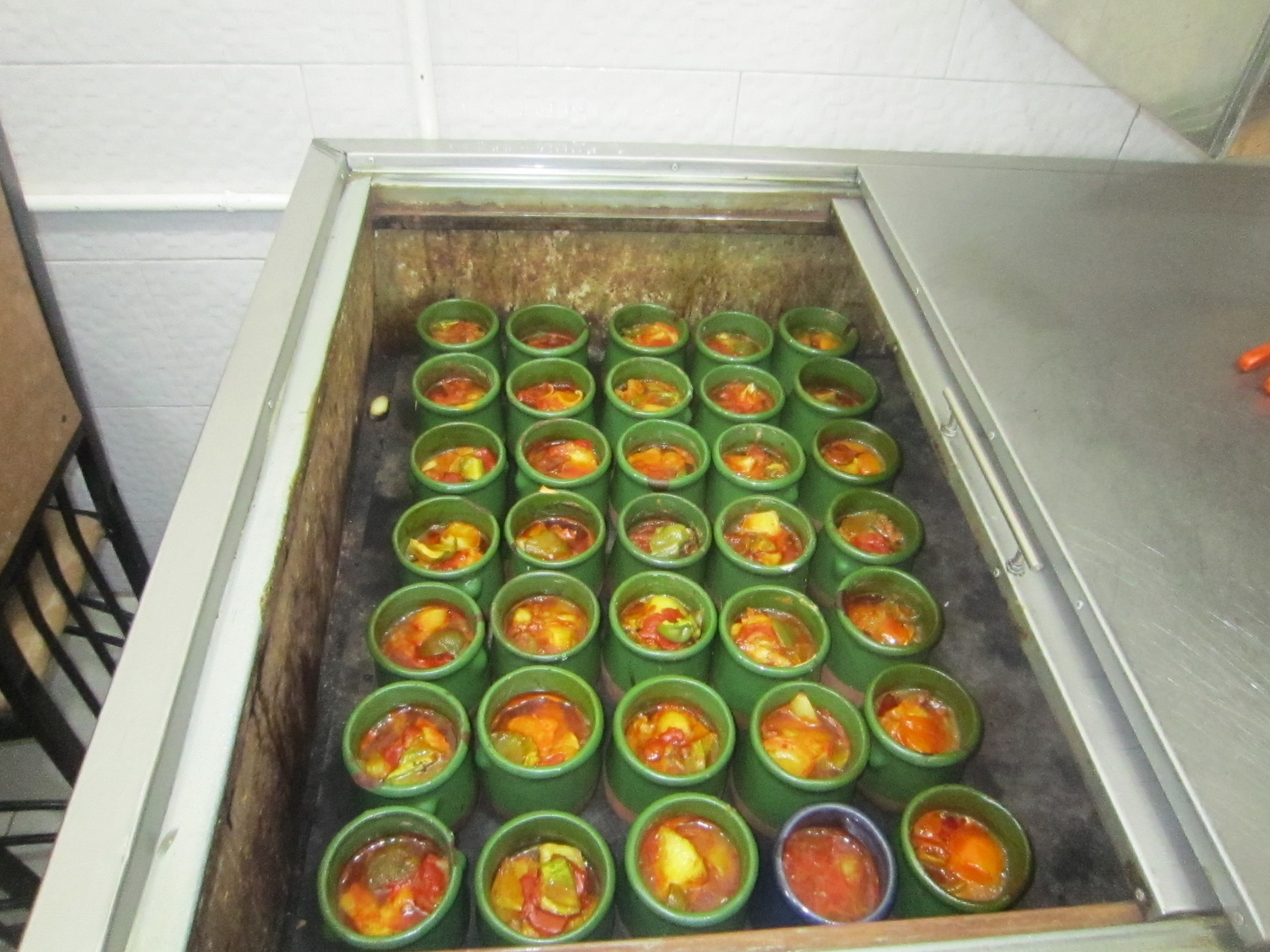